# Nicki (One Tree Hill)
Nicki, gespeeld door actrice Emmanuelle Vaugier, is een personage uit de televisieserie One Tree Hill.

## Seizoen 1
De kijker maakt voor het eerst kennis met Nicki als de flirtster die een onenightstand heeft met Lucas Scott. Nadat hij aan haar vertelt hoeveel hij lijdt onder het feit dat hij niet twee ouders heeft die van hem houdt, begint Nicki zich schuldig te voelen. Het blijkt namelijk dat Nicki de moeder is van Jenny Jagielski, Jake Jagielski's dochter. Nicki probeert nu ook betrokken te raken bij Jenny's leven, maar Jake staat dit niet toe. Ze verleidt Jake, maar wanneer hij haar weigert, zegt ze dat ze betrokken zal raken bij Jenny's leven, of dit nou zal gebeuren met of zonder Jakes hulp. Jake wordt bang en vlucht. Nicki vraagt hulp bij Brooke Davis, maar zij misleidt Nicki.

## Seizoen 2
Nicki komt opnieuw terug wanneer zij tijdens een proces voogdij heeft gekregen over Jenny. Jake wil nog steeds niet dat Nicki een rol speelt in Jenny's leven, waardoor Jake Jenny naar Florida stuurt. Nicki komt hier echter achter en gaat ook naar Florida.

## Seizoen 3
Ze komt niet voor in het derde seizoen, maar er wordt bekendgemaakt dat Nicki en Jake gedeelde voogdij hebben over Jenny.